# Janis Rozentāls
Janis Rozentāls (ur. 18 marca 1866 w okolicach Saldusu, zm. 26 grudnia 1916 w Helsinkach) – jeden z pierwszych łotewskich malarzy zawodowych, współtwórca stylu narodowego, krytyk i teoretyk sztuki.

## Życiorys
Był synem kowala. Ukończył prywatną szkołę G. Krauzego, a następnie szkołę powiatową w Kuldydze. W wieku piętnastu lat, jako że jego rodzina była bardzo biedna, przeprowadził się do Rygi i zaczął samodzielnie pracować na swoje utrzymanie. Równocześnie uczył się w niemieckiej szkole rzemieślniczej. W 1888 roku jego rysunek otrzymał srebrny medal na międzyszkolnej wystawie w Petersburgu, co umożliwiło mu podjęcie studiów na Cesarskiej Akademii Sztuk Pięknych w Petersburgu. Najpierw kształcił się tam w duchu akademizmu, następnie poznał malarstwo realistyczne i ukształtowany już styl rosyjskich pieriedwiżników. W 1894 roku ukończył studia i otrzymał tytuł zawodowy malarza I stopnia. Jego pracą dyplomową był obraz Из церкви (łot. No baznīcas), przedstawiający ludzi wychodzących z kościoła w Saldusie. Dwa lata później przedstawił swoje prace na wystawie etnograficznej w Rydze wraz z kolegami z grupy Rūķis, która stawiała sobie za cel pokazywanie na obrazach życia ludu łotewskiego. Na rozwój jego twórczości i stylu wpływ miała podróż do Sztokholmu w 1897 roku, gdzie na wystawie sztuki skandynawskiej mógł zapoznać się z twórczością miejscowych, ale również zachodnioeuropejskich malarzy. Kolejną podróż na zachód Europy odbył dzięki wsparciu Archipa Kuindżego, profesora petersburskiej akademii, który opłacał taki wyjazd dla swoich uczniów.
W 1899 roku wrócił na Łotwę i zamieszkał w Saldusie, zaś w 1901 roku ponownie osiadł na stałe w Rydze. Był jedną z najbardziej wpływowych postaci lokalnego życia kulturalnego, jego ambicją były rozwój i modernizacja sztuki łotewskiej. Rozentāls podejmował w swojej twórczości szeroką gamę tematów. Najczęściej tworzył portrety, ale jest również autorem realistycznych scen z życia łotewskiej wsi, pejzaży, obrazów fantastycznych inspirowanych folklorem i dzieł o tematyce religijnej. Na przestrzeni kariery malarskiej inspirowały go zarówno realizm w malarstwie, jak i secesja, impresjonizm i neoklasycyzm; odszedł od akademizmu w stronę symbolizmu i secesji. Zajmował się również grafiką i ilustracją książkową.

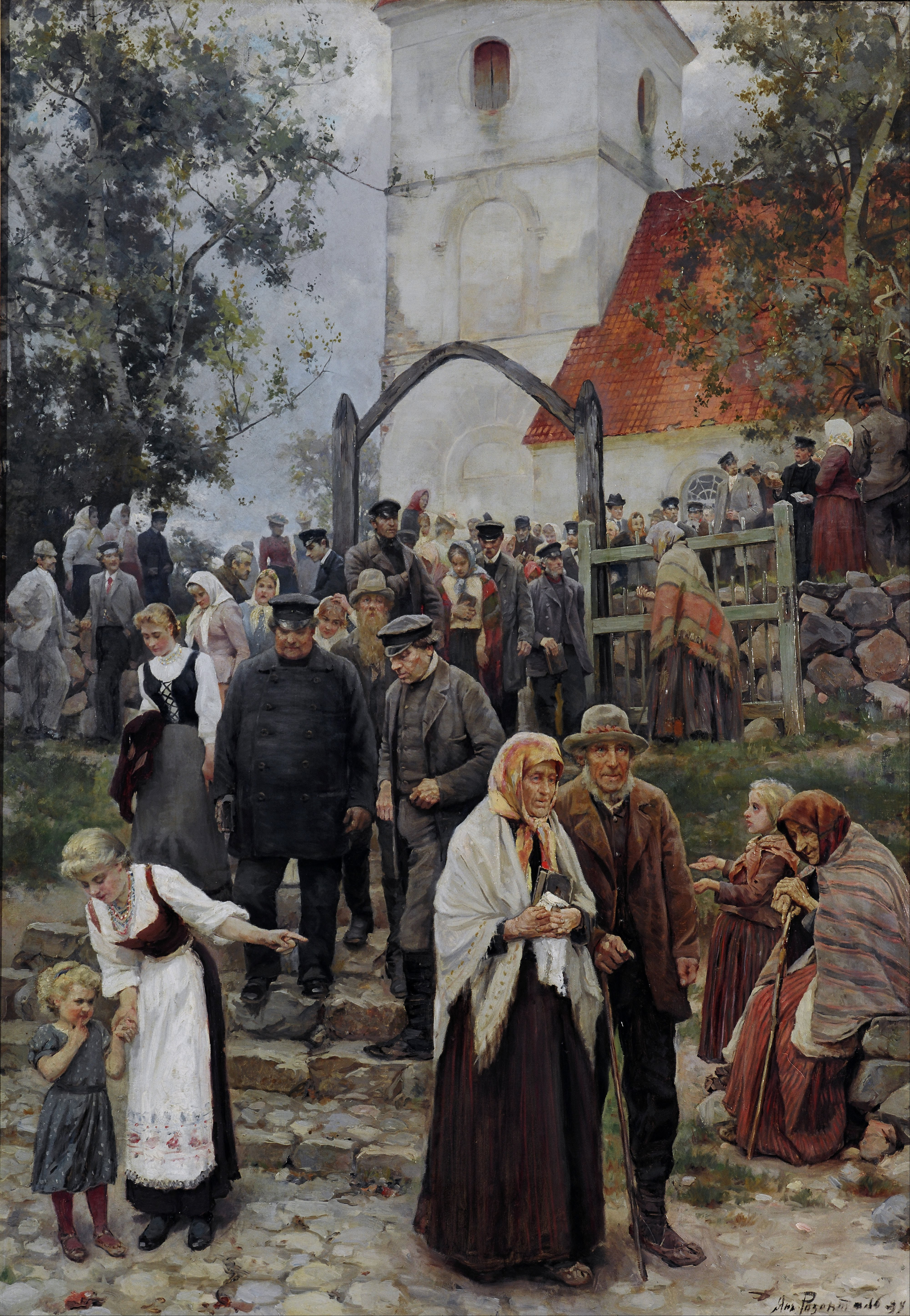
Obraz dyplomowy Rozentālsa – No baznīcas

W 1903 roku ożenił się z fińską śpiewaczką Elli Forssell, która następnie wielokrotnie była modelką pozującą do jego prac. Małżonkowie wielokrotnie spędzali letnie miesiące w jej domu w Nummele, gdzie Rozentāls poznał wielu artystów fińskich. Jego artykuły krytyczne i teoretyczne ukazywały się w Rydze na łamach pism „Vērotājs” i „Zalktis”.
Podczas I wojny światowej Rozentāls wyjechał z żoną do Helsinek. Osiedli na wyspie Kulosaari. Tam też malarz nieoczekiwanie zmarł w 1916 roku. Jego szczątki zostały sprowadzone do Rygi w 1920 roku i pochowane na Cmentarzu Leśnym.

## Upamiętnienie
W Rydze, w dawnym mieszkaniu malarza, znajduje się muzeum Janisa Rozentālsa i pisarza Rūdolfsa Blaumanisa. Jego pomnik wzniesiono na terenie muzeum sztuki w Saldusie, które nosi jego imię.